# 藤田優一
藤田 優一（ふじた ゆういち、1973年4月19日 - ）は、日本のラジオDJ、男性声優。
神奈川県横浜市出身。アクロス エンタテインメント所属。

## 経歴
元々ラジオっ子ではなく、子供の頃に母が聴いていたラジオ番組を少し聴いていた。その時はある局をすごくひいきにして聴いていたわけではなく、「なにか音楽がかからないかな」、「あ、ラジオはこういうふうに聴けるんだ」ということで自分でステレオを動かして聴いていたという。
横浜商工高等学校（現・横浜創学館高等学校）時代、母に「これからの時代は職人の時代だ」、「手に職を持て」と言われて、藤田は「えー?！」、「手に職って、大工さんにでもならなくちゃいけないのかな」と思ったという。
子供の頃からよくしゃべる性格で、本を読み聞かせてもらったり、国語の教科書を読んだりするのが好きだった。それで高校生の頃には漠然と「声に関わる仕事をしたい」と思っていた。高校時代の友人に「しゃべる仕事って何かできないかな」、「そういう職業ってないのかな」と聞いた。その友人がオーディションの雑誌を持ってきたことでそれのオーディションを受けて合格して事務所に所属。
高校卒業後、「大学行け」と言われて、大学行きながら事務所に所属。事務所の練習生のような感じで2年間勉強していた。その後、事務所のスクールで2年間学び、所属のオーディションを受けて合格。その事務所からFMヨコハマのオファーが来たこともあり、リポーターとしての活動を始める。
ゆーりんプロ所属時の芸名は大友 海渡（おおとも かいと）。東京俳優生活協同組合に所属した2000年4月より本名にて活動している。
神奈川バーベキュー協会 会長
1996年10月より20年以上にわたってFMヨコハマで街角リポーターとして活動しており、同局の看板リポーターとなっている。

## 人物
声種はバリトン。
趣味は居合道、剣道。

## 出演
特記無きものはすべてFMヨコハマ

### ラジオ番組
- Lovely Day♡（2016年4月 - 、街角レポーター）

その他、同局内番組リポーター多数。

#### 過去のラジオ番組
- THE BREEZE（1996年10月 - 2016年3月、街角レポーター）
- いただきッ！ハマゴハン（2002年7月 - 2005年3月）
- KANAGAWA MORNING CAFE（2007年4月 - 2010年3月）
  - パーソナリティ：黛まどか・藤田優一
- 大和住販 presents VIEW OF MY TOWN（2010年4月 - 2012年3月）
- RADIO SURPRISE!!（bayfm、2009年2月12日、電話レポート）
- ラジオドラマ「イーハトーブの街角」（2011年8月26日）
- AIR CRUISE（2012年9月8日、臨時パーソナリティ[10]）
- God Bless Saturday〜ゴブサタ〜（FMヨコハマ）
- E-ne!〜good for you〜（2012年10月 - 2017年3月、12時台ランチタイムレポートを穂積ユタカと共に担当。当番組内では「Mr.フジーター」と呼称されていた。[11]）

### テレビ番組
- アニマックス 夏特番（アニマックス、放送年不明[12]）
- 1230アッと!!ハマランチョ 冬の箱根で大満足！街角レポート（tvk、2011年2月1日）
- ありがとッ!（tvk、2011年7月1日）
- スーパーJチャンネル （テレビ朝日）
  - 新・東京見聞録 〜ハマっ子と巡る夏の横浜〜（2010年8月18日）
  - 新・東京見聞録 〜開運ヨコハマめぐり〜（2012年1月25日）
  - 新・東京見聞録 〜横浜三大商店街めぐり〜（2012年10月16日）

### ラジオCM
- 横浜トヨペット
- トヨタオーパ
- 京急グループ
- ほねごりグループ

### テレビアニメ
- 魔法使いTai!（ダンス部員、男A）

### 舞台
- 楊貴妃（ゆーりんプロ プロデュース、1998年11月）
- わが街（公演年不明、ジョージ役）
- 朗読劇 真冬のサロン話（朗読集団ヨダテ、2012年1月21日 - 1月22日）[13]